# Altstadt II (Mülheim an der Ruhr)
Altstadt II, Mülheim an der Ruhr-Altstadt II — dzielnica miasta Mülheim an der Ruhr w Niemczech, w kraju związkowym Nadrenia Północna-Westfalia.